# Wejdene
Wejdene Chaib (* 23. April 2004 in Saint-Denis) ist eine französische R&B-Sängerin. Mit dem Song Anissa gelang ihr 2020 der Durchbruch im französischsprachigen Raum.

## Karriere
Wejdene stammt aus La Courneuve im Stadtgürtel von Paris. Ihr Vater Badra Zarzis ist in Tunesien ein bekannter Sänger. Trotz des musikalischen Hintergrunds begann sie erst als Teenagerin mit dem Singen und dem Schreiben von Songs. Ein Bekannter aus der Nachbarschaft, der ihre Aufnahmen im Internet gesehen hatte, bot sich als Manager an und verschaffte ihr mit 15 Jahren einen Vertrag mit einem Label. Ende 2019 erschien der erste offizielle Song J’attends und wenig später J’peux dead, mit dem sie in den Trendcharts erfolgreich war. Im Frühjahr veröffentlichte sie Anissa. Durch eine Challenge bei TikTok wurde das Lied zum Hit und bei YouTube wurde das Video in kurzer Zeit mehrere Millionen Mal abgerufen. Im April stieg es in Frankreich und der Wallonie in die Top 10 der Charts ein und erreichte in Frankreich und Belgien Platinstatus.
Im Spätsommer folgte der Song Coco, der zumindest in Frankreich ähnlich erfolgreich war und auf Gold kam. Beide Songs erreichten nach einigen Monaten jeweils über 60 Millionen YouTube-Abrufe. Inzwischen 16 Jahre alt veröffentlichte sie im September ihr Debütalbum 16. Wie die beiden Singles erreichte es in Frankreich als höchste Platzierung Platz 3 und brachte ihr ein weiteres Mal Gold. Als musikalisches Vorbild nannte sie unter anderem Jul. Der Rapper aus Marseille teilte auf Instagram ihren Song Anissa und holte sie zu Aufnahmen für sein Album Loin du monde. Ihre gemeinsame Aufnahme Loin de tout erreichte Platz 4 der Charts.
Ende 2020 war sie bei den NRJ Music Awards in den nationalen Kategorien Künstlerin und Entdeckung des Jahres nominiert und trat in der Verleihungsshow auf.

## Diskografie

### EPs
| Jahr | Titel Musiklabel | Höchstplatzierung, Gesamtwochen, AuszeichnungChartplatzierungen (Jahr, Titel, Musiklabel, Platzierungen, Wochen, Auszeichnungen, Anmerkungen) | Höchstplatzierung, Gesamtwochen, AuszeichnungChartplatzierungen (Jahr, Titel, Musiklabel, Platzierungen, Wochen, Auszeichnungen, Anmerkungen) | Höchstplatzierung, Gesamtwochen, AuszeichnungChartplatzierungen (Jahr, Titel, Musiklabel, Platzierungen, Wochen, Auszeichnungen, Anmerkungen) | Anmerkungen                                                  |
| Jahr | Titel Musiklabel | FR | BEW | CH | Anmerkungen                                                  |
| ---- | ---------------- | --- | --- | --- | ------------------------------------------------------------ |
| 2020 | 16 Carolina      | FR3 Platin · (95 Wo.)FR | BEW7 (49 Wo.)BEW | CH34 (3 Wo.)CH | Erstveröffentlichung: 24. September 2020 Verkäufe: + 100.000 |
| 2024 | W Guette Music   | — | BEW198 (1 Wo.)BEW | — | Erstveröffentlichung: 9. Februar 2024                        |

### Singles
| Jahr | Titel Album                | Höchstplatzierung, Gesamtwochen, AuszeichnungChartplatzierungen (Jahr, Titel, Album, Platzierungen, Wochen, Auszeichnungen, Anmerkungen) | Höchstplatzierung, Gesamtwochen, AuszeichnungChartplatzierungen (Jahr, Titel, Album, Platzierungen, Wochen, Auszeichnungen, Anmerkungen) | Höchstplatzierung, Gesamtwochen, AuszeichnungChartplatzierungen (Jahr, Titel, Album, Platzierungen, Wochen, Auszeichnungen, Anmerkungen) | Anmerkungen                                                |
| Jahr | Titel Album                | FR | BEW | CH | Anmerkungen                                                |
| --- | -------------------------- | --- | --- | --- | ---------------------------------------------------------- |
| 2020 | Anissa 16                  | FR3 Diamant · (34 Wo.)FR | BEW8 Platin · (13 Wo.)BEW | CH73 (4 Wo.)CH | Erstveröffentlichung: 17. April 2020 Verkäufe: + 353.333   |
| 2020 | Coco 16                    | FR3 Diamant · (27 Wo.)FR | BEW28 (5 Wo.)BEW | CH81 (1 Wo.)CH | Erstveröffentlichung: 19. August 2020 Verkäufe: + 333.333  |
| 2021 | Réfléchir 16 ou pas        | FR22 Gold · (13 Wo.)FR | — | — | Erstveröffentlichung: 19. Februar 2021 Verkäufe: + 100.000 |
| 2021 | Je t’aime de ouf 16 ou pas | FR4 Platin · (22 Wo.)FR | BEW41 (3 Wo.)BEW | CH75 (1 Wo.)CH | Erstveröffentlichung: 7. April 2021 Verkäufe: + 200.000    |
| 2021 | Ta Gow –                   | FR123 (1 Wo.)FR | — | — | Erstveröffentlichung: 19. August 2021                      |
| 2022 | La meilleure –             | FR52 (1 Wo.)FR | — | — | Erstveröffentlichung: 25. März 2022                        |
| 2025 | Dans tes bras –            | FR96 (3 Wo.)FR | — | — | Erstveröffentlichung: 25. April 2025                       |
| Folgende Lieder erschienen nicht als Single, wurden aber durch das Album zum Download und Streaming bereitgestellt und konnten somit eine Platzierung erlangen: |                            | | | |                                                            |
| |                            | | | |                                                            |
| 2020 | 16                         | FR7 Gold · (8 Wo.)FR | — | — | Verkäufe: + 100.000                                        |
| 2020 | Ciao 16                    | FR33 (4 Wo.)FR | — | — |                                                            |
| 2020 | Miel 16                    | FR39 (2 Wo.)FR | — | — |                                                            |
| 2020 | Nananeh 16                 | FR40 (2 Wo.)FR | — | — |                                                            |
| 2020 | + 33 16                    | FR48 (2 Wo.)FR | — | — |                                                            |
| 2020 | Arrogante 16               | FR67 (1 Wo.)FR | — | — |                                                            |
| 2020 | Indifférent 16             | FR76 (1 Wo.)FR | — | — |                                                            |
| 2020 | Souvenir 16                | FR81 (1 Wo.)FR | — | — |                                                            |
| 2020 | Vie d’a 16                 | FR90 (1 Wo.)FR | — | — |                                                            |
| 2021 | Single d’or 16 ou pas      | FR161 (1 Wo.)FR | — | — |                                                            |
| 2024 | Comme avant W              | FR192 (1 Wo.)FR | — | — | feat. Dadju                                                |

Weitere Singles
- 2019: J’attends
- 2020: J’peux dead
- 2020: Trahison (feat. Larsé)

### Gastbeiträge
| Jahr | Titel Album                | Höchstplatzierung, Gesamtwochen, AuszeichnungChartplatzierungen (Jahr, Titel, Album, Platzierungen, Wochen, Auszeichnungen, Anmerkungen) | Höchstplatzierung, Gesamtwochen, AuszeichnungChartplatzierungen (Jahr, Titel, Album, Platzierungen, Wochen, Auszeichnungen, Anmerkungen) | Höchstplatzierung, Gesamtwochen, AuszeichnungChartplatzierungen (Jahr, Titel, Album, Platzierungen, Wochen, Auszeichnungen, Anmerkungen) | Anmerkungen                                                             |
| Jahr | Titel Album                | FR | BEW | CH | Anmerkungen                                                             |
| --- | -------------------------- | --- | --- | --- | ----------------------------------------------------------------------- |
| 2020 | Gang-Gang –                | FR57 (2 Wo.)FR | — | — | S-Pion feat. Wejdene                                                    |
| Folgende Lieder erschienen nicht als Single, wurden aber durch das Album zum Download und Streaming bereitgestellt und konnten somit eine Platzierung erlangen: |                            | | | |                                                                         |
| |                            | | | |                                                                         |
| 2020 | Loin de tout Loin du monde | FR4 Platin · (14 Wo.)FR | — | CH92 (1 Wo.)CH | Charteinstieg: 27. Dezember 2020 Verkäufe: + 200.000; Jul feat. Wejdene |
| 2020 | Chiron Best Life           | FR37 (2 Wo.)FR | — | — | Charteinstieg: 15. Oktober 2021 Naps feat. Wejdene                      |

## Auszeichnungen für Musikverkäufe
Anmerkung: Auszeichnungen in Ländern aus den Charttabellen bzw. Chartboxen sind in ebendiesen zu finden.
| Land/RegionAuszeichnungen für Musikverkäufe (Land/Region, Auszeichnungen, Verkäufe, Quellen) | Gold     | Platin     | Diamant     | Verkäufe  | Quellen         |
| -------------------------------------------------------------------------------------------- | -------- | ---------- | ----------- | --------- | --------------- |
| Belgien (BRMA)                                                                               | —        | Platin1    | —           | 20.000    | ultratop.be     |
| Frankreich (SNEP)                                                                            | 2× Gold2 | 3× Platin3 | 2× Diamant2 | 1.167.332 | snepmusique.com |
| Insgesamt                                                                                    | 2× Gold2 | 4× Platin4 | 2× Diamant2 |           |                 |